# Arrondissement di Anse-à-Veau
L'arrondissement di Anse-à-Veau è un arrondissement di Haiti facente parte del dipartimento di Nippes. Il capoluogo è Anse-à-Veau.

## Geografia antropica

### Suddivisioni amministrative
L'arrondissement di Anse-à-Veau comprende 5 comuni:
- Anse-à-Veau
- Arnaud
- L'Asile
- Petit-Trou-de-Nippes
- Plaisance-du-Sud